# Victor Koretzky
Victor Koretzky (* 26. August 1994 in Béziers) ist ein französischer Radrennfahrer, der im Cross-Country und im Straßenradsport aktiv ist.

## Sportlicher Werdegang

### Mountainbike
Als Junior gewann Koretzky im Jahr 2011 bei den Mountainbike-Weltmeisterschaften die Goldmedaille im Cross-Country (XCO) sowie den nationalen Meistertitel. Zusätzlich wurde er in der französischen Cross-Country-Staffel eingesetzt und gewann mit dieser die Welt- und Europameisterschaften 2011. Im Jahr 2012 folgten zwei Silbermedaillen bei den Weltmeisterschaften sowie drei Erfolge im UCI-Mountainbike-Weltcup der Junioren.
Nach dem Wechsel in die U23 war Koretzky weiter im Weltcup und bei internationalen Meisterschaften erfolgreich. 2016 wurde er Europameister und Vizeweltmeister im Cross-Country der U23 und das dritte Mal Weltmeister mit der Staffel. Im Weltcup startete er bereits in der Elite und stand bei den Rennen in La Bresse und Mont Sainte-Anne mit Platz 3 und 2 schon im ersten Jahr auf dem Podium, in der Gesamtwertung belegte er Platz 4. Er wurde für die Olympischen Sommerspiele 2016 nominiert und belegte im Cross-Country-Rennen den 10. Platz.
Nach drei vergleichsweise schwächeren Jahren egalisierte Koretzky 2020 beim Weltcup-Rennen in Nové Město na Moravě mit Platz 2 im Short Track (XCC) sein bis dato bestes Weltcup-Ergebnis. Zum Auftakt der Weltcup-Saison 2021 in Albstadt belegte er im Short Track erneut den zweiten Platz und gewann über die olympische Distanz das erste Weltcup-Rennen seiner Karriere. Aufgrund seines Weltcup-Sieges wurde er für das französische Team bei den Olympischen Sommerspielen in Tokio nominiert, wo er im Cross-Country-Rennen den 5. Platz belegte. Bei den Weltmeisterschaften 2021 in Val di Sole gewann er im Cross-Country seine erste Einzelmedaille bei internationalen Meisterschaften in der Elite.
Nachdem Koretzky 2022 ohne zählbare Erfolge geblieben war, gewann er 2023 die letzten drei Weltcup-Rennen der Saison im Short Track sowie das Heimrennen in Les Gets über die olympische Distanz. Bei den Weltmeisterschaften in Glasgow wurde er Vizeweltmeister im Short Track. Zudem gewann er das Testrennen für die Olympischen Sommerspiele 2024 in Paris. 2024 steigerte er sich weiter: Nachdem er zum Auftakt des Weltcups bei den Short-Track-Rennen von Araxá und Nové Město gesiegt hatte, wurde er im olympischen Mountainbikerennen nach einem langen Duell mit Thomas Pidcock knapp Zweiter. Einen Monat darauf gewann er seinen ersten individuellen Weltmeistertitel bei den Mountainbike-Weltmeisterschaften 2024 in Andorra, und zwar im Short Track, während er im XCO Zweiter hinter Alan Hatherly wurde.

### Straßenradsport
2022 wurde Koretzky Profi beim französischen Team B&B Hotels-KTM. Der größte Erfolg in seinem ersten Jahr als Profi war ein Etappensieg bei der Alpes Isère Tour. Nachdem B&B Hotels-KTM gegen Ende des Jahres Probleme bekam, nötige Sponsoren für 2023 zu finden, wechselte Koretzky zur Saison 2023 für ein Jahr zum deutschen Rennstall Bora-Hansgrohe, für das er jedoch nur auf zehn Renntage in der gesamten Saison kam.

## Familie
Victor Koretzky ist der jüngere Bruder von Clément Koretzky, der von 2012 bis 2016 Radprofi im Straßenradsport war.

## Erfolge

### Mountainbike
| 2011 - Weltmeister (Junioren) – Cross-Country XCO - Weltmeister – Staffel XCR - Europameister – Staffel XCR - Französischer Meister (Junioren) – Cross-Country XCO 2012 - Weltmeisterschaften (Junioren) – Cross-Country XCO - Weltmeisterschaften – Staffel XCR - drei Weltcup-Erfolge (Junioren) – Cross-Country XCO 2014 - ein Weltcup-Erfolg (U23) – Cross-Country XCO 2015 - Weltmeister – Staffel XCR - Weltmeisterschaften (U23) – Cross-Country XCO - ein Weltcup-Erfolg (U23) – Cross-Country XCO 2016 - Weltmeister – Staffel XCR - Weltmeisterschaften (U23) – Cross-Country XCO - Europameister (U23) – Cross-Country XCO - Europameisterschaften – Staffel XCR - Französischer Meister (U23) – Cross-Country XCO | 2017 - Copa Catalana Internacional (HC) 2018 - Copa Catalana Internacional (HC) 2019 - Französischer Meister – Cross-Country XCO 2021 - Weltmeisterschaften – Cross-Country XCO - ein Weltcup-Erfolg – Cross-Country XCO - Copa Catalana Internacional (HC) 2023 - Weltmeisterschaften – Short Track XCC - ein Weltcup-Erfolg – Cross-Country XCO - drei Weltcup-Erfolge – Short Track XCC 2024 - zwei Weltcup-Erfolge – Short Track XCC - Olympische Sommerspiele – Cross-Country XCO - Weltmeister – Short Track XCC - Weltmeisterschaften – Cross-Country XCO |

### Straße
2022
- eine Etappe Alpes Isère Tour